# Ideal Bikes

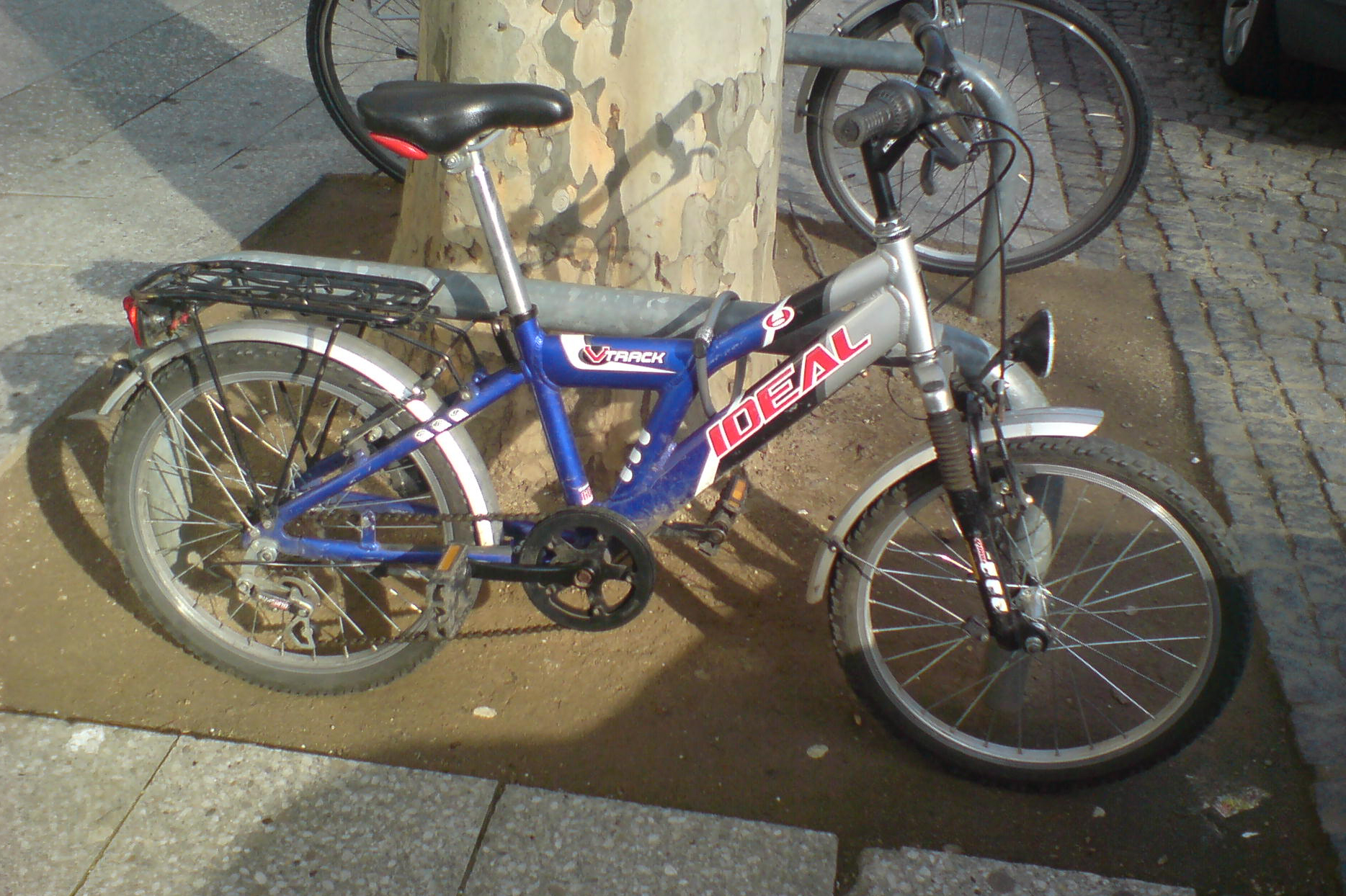
Ideal V-Track

Ideal Bikes is een Griekse fietsenfabriek die ook bromfietsen en auto's heeft geproduceerd. Ideal  produceert ca. 140.000 fietsen per jaar.

## Geschiedenis
In 1926 richtte Nikos Maniatopoulos een rijwielhandel op, door een enkele fiets uit Engeland te importeren. Later kwam daar, zoals wel vaker in die tijd, de fabricage van frames in eigen atelier bij. In 1977 wordt de fabriek omgedoopt in Ideal Bikes Nikos Maniatopoulos.